# Dubbelstipvoorjaarsuil
De dubbelstipvoorjaarsuil (Anorthoa munda, eerder geplaatst in geslachten Orthosia en Perigrapha) is een nachtvlinder uit de familie van de uilen (Noctuidae). De spanwijdte bedraagt 38 tot 44 mm. De vlinder overwintert als pop in een cocon in de grond.
De imago is te herkennen aan de twee stippen bij de golflijn op de voorvleugel. Die zijn soms echter bruin en minder goed zichtbaar, en in zeldzame gevallen ontbreken ze zelfs.

## Waardplanten
De waardplanten van de dubbelstipvoorjaarsuil zijn loofbomen en allerlei houtige planten, zoals eik, wilg, ratelpopulier, gewone es, Spaanse aak, hop en kamperfoelie.

## Voorkomen in Nederland en België
De dubbelstipvoorjaarsuil is in Nederland en België een gewone soort die verspreid over het hele gebied voorkomt. De vliegtijd is van maart tot en met mei, in één generatie.